# Flaxieu
Flaxieu település Franciaországban, Ain megyében. Lakosainak száma 64 fő (2022. január 1.). Flaxieu Ceyzérieu, Lavours, Marignieu, Pollieu, Vongnes és Culoz-Béon községekkel határos.

## Népesség
A település népességének változása:
| Lakosok száma | 67   | 49   | 53   | 52   | 65   | 67   | 68   | 65   | 65   | 64   |
|               | 1968 | 1982 | 1990 | 2006 | 2013 | 2015 | 2017 | 2019 | 2020 | 2022 |